# Morti nel 1284
| Questa pagina contiene informazioni ricavate automaticamente dalle voci biografiche con l'ausilio del template Bio e di un bot. L'aggiornamento è periodico e automatico e ricostruisce completamente la pagina. Se manca una persona in questa lista, sei pregato di non aggiungerla, ma accertati piuttosto che la sua voce biografica contenga il template Bio e che i dati anagrafici siano correttamente compilati. Se il template Bio manca, inseriscilo tu stesso o, in alternativa, metti l'avviso {{tmp\|Bio}} che ne segnala la mancanza. Se i dati riportati sono sbagliati, correggi direttamente la voce biografica; le modifiche saranno visibili in questa lista entro pochi giorni. Per chiarimenti vedi il progetto biografie. La lista contiene solo le 19 persone che sono citate nell'enciclopedia e per le quali è stato implementato correttamente il template Bio. Pagina aggiornata al 10 ago 2025. |

- 28 gennaio - Alessandro di Scozia, nobile scozzese (n. 1264)
- 24 marzo - Ugo III di Cipro, re (n. 1235)
- 4 aprile - Alfonso X di Castiglia, sovrano e poeta spagnolo (n. 1221)
- 6 aprile - Pietro I d'Alençon, nobile francese (n. 1251)
- 20 aprile - Hōjō Tokimune, militare giapponese (n. 1251)
- 9 agosto - Giacomo di Castiglia, principe (n. 1267)
- 10 agosto - Tekuder, sovrano mongolo
- 19 agosto - Alfonso Plantageneto, conte di Chester, conte inglese (n. 1273)
- Adelaide d'Olanda, contessa
- Irene Comneno Paleologa, nobile bizantina
- Enrico di Gheldria, vescovo cattolico olandese
- Walther von Klingen, poeta tedesco
- Nicolas de Lorgne, francese
- Fra Ristoro da Campi, architetto italiano
- Sigieri da Brabante, filosofo fiammingo
- Sturla Þórðarson, politico, condottiero e storico islandese (n. 1214)
- Michele Tarcaniota, nobile e generale bizantino
- Gentile I da Varano, condottiero e politico italiano
- Rolandino de' Romanzi, giurista italiano